# Kloster Salival
Das Kloster Salival (lateinisch Salinae Vallis; deutsch Salztal) ist eine ehemalige Prämonstratenserabtei in Morville-lès-Vic (deutsch Morville bei Vic) im Département Moselle in der historischen Region Lothringen.

## Geographie
Das Kloster Salival lag in Lothringen in dem anderthalb Kilometer südöstlich des Ortskerns gelegenen, zur Gemeinde Morville-lès-Vic gehörigen Weiler Salival, fünfeinhalb Kilometer östlich von Château-Salins im Saulnois (Salzgau) an einem kleinen Bach.

## Geschichte

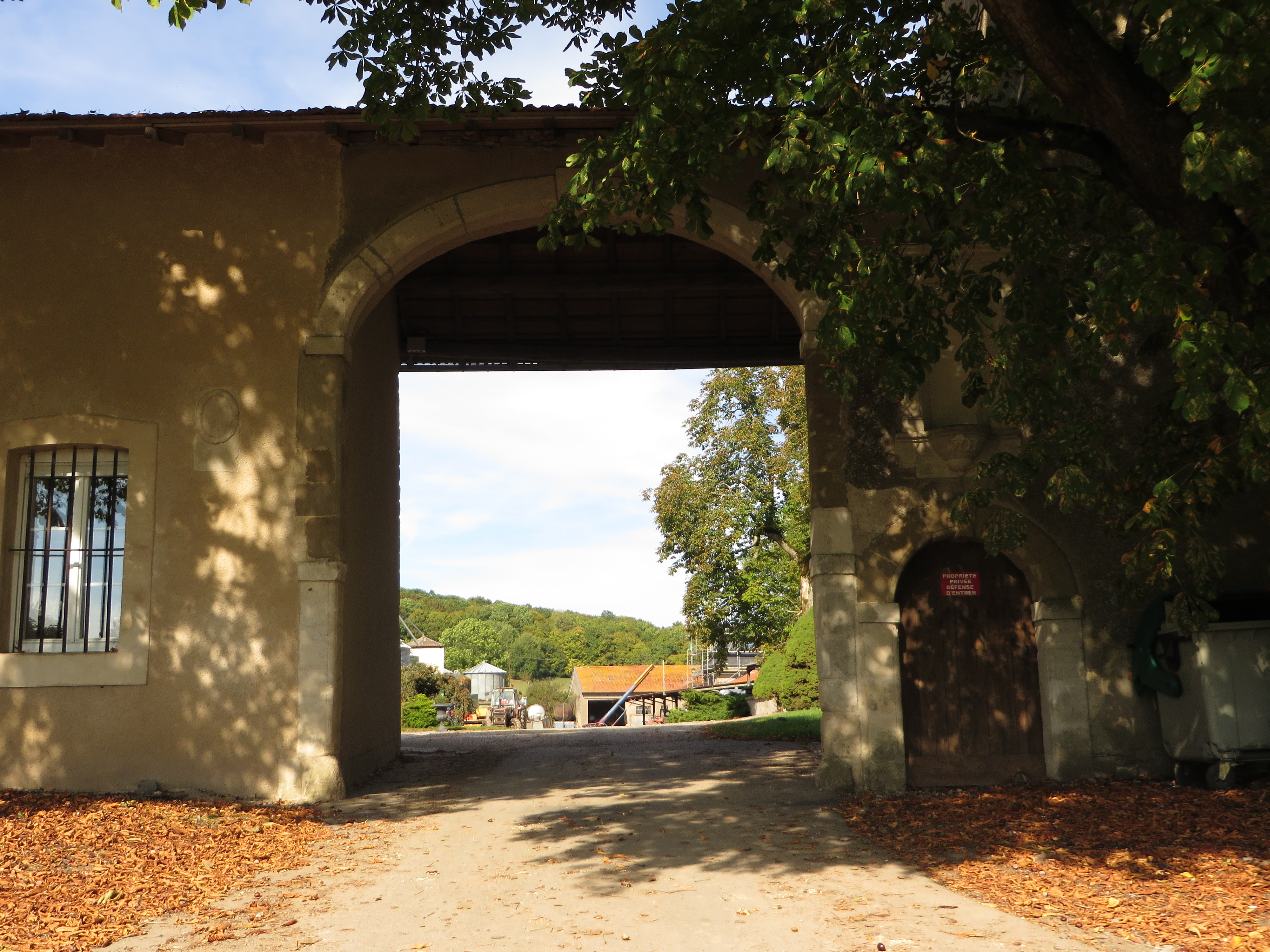
Tor zum Innenhof der ehemaligen Klosteranlage (Aufnahme 2014)

Die Prämonstratenserabtei wurde 1140 von Mathilde von Homburg († 1195), Gemahlin des Grafen Arnold von Salm, gestiftet. 1157 war die Abtei offenbar von Stephan von Bar gefördert worden, der ebenfalls als deren Stifter genannt worden ist. Durch ihr Testament vermachte die Stifterin dem Kloster auch noch das Dorf Bourmont. Weitere Schenkungen folgten.

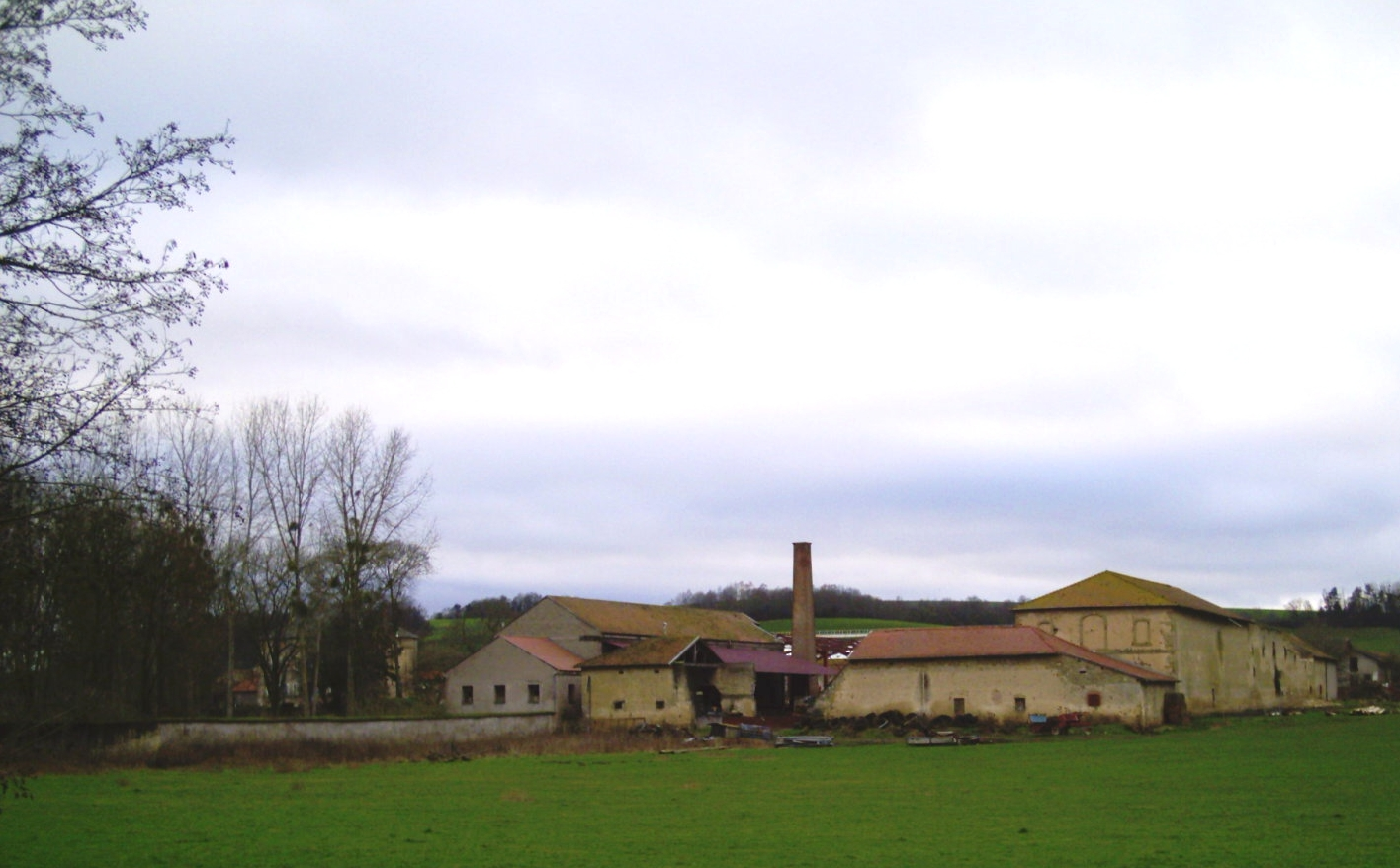
Gebäudereste auf dem Areal der ehemaligen Klosteranlage (Aufnahme 2007)

Während seiner Amtszeit (1180–1212) bestätigte Bischof Bertram von Metz der Abtei Salival die Hälfte einer Mühle bei Manhoué (Manwet), die ihr Facate von Secourt (Socors) anlässlich der Weihe einer Kapelle in dem Ort Bérupt (Beru) geschenkt hatte. 1192 bestätigt der Bischof die von seinem Vasallen Hermann von Marsal an die Abtei Salival (Salinævallis) gemachte Schenkung.
Die Abtei besaß in dem Dorf Lagarde Güter mit Kalköfen, Mühlen und Weinkeltern. 1254 gab ein Mateloz Clerc aus Obreck sein dortiges Gut der Abtei Salival. Im Jahr 1488 schenkt der Metzer Schöffe seigneur de Secourt der Abtei Salival die Seigneurie Bérupt. Grundbesitz hatte das Kloster u. a. auch in den Dörfern Marsal, Geistkirch, Bourdonnay und Ley; 1491 pachtet ein Thiesselat Rabasson aus Ley in seinem Wohnort eine Flur vom Kloster Salival.
Im Jahr 1590 wurde die Abtei teilweise zerstört. 1630 wurde sie von einem Abt reformiert, kam danach jedoch mit den Gütern in den Besitz des Bistums Metz. In der Klosterkirche befanden sich Mausoleen der Grafen von Salm.
Während der Französischen Revolution wurde das Kloster säkularisiert, die Klostergebäude wurden verkauft und beherbergten später eine Fabrik. Im 19. Jahrhundert wurden Reste der Klostergebäude als Wohnungen genutzt.